# آمنه بیگم مجلسی
آمنه بیگم مجلسی (سده ۱۱ قمری) از زنانی است که در ایران به درجه اجتهاد و قضاوت رسیدند.
آمنه دختر محمدتقی مجلسی (پدر محمدباقر مجلسی)، عالم شیعه در عصر صفویان بود. او فقه شیعه را نزد پدر و سپس همسرش ملا محمدصالح مازندرانی کامل کرد، طوری که به شوهرش در حل مسایل دشوار دینی نیز کمک می‌کرد و موجب تحسین او (که خودش از استادان برجسته بود) شده بود. آمنه ۶ فرزند داشت (از جمله محمدسعید اشرف مازندرانی و محمدهادی مازندرانی) با این همه در اوقات فراغتش به دعاوی مردم می‌رسید و پرسش‌ها و مشکلات دینی و اجتماعی آنان را پاسخ می‌گفت و از محبوب‌ترین زنان دوره خود بود.

## زندگی
سال دقیق تولد آمنه در دست نیست. مؤلف ریاض العلماء، که همزمان با وی می‌زیسته‌است، از او با عنوان فاضله، عالمه، صالحه و متقیه، یاد کرده‌است.
در مورد ازدواج وی با ملا محمدصالح مازندرانی که از شاگردان برجسته مکتب علامه مجلسی بود؛ گفته شده وقتی وی با پیشنهاد پدرش مبنی بر ازدواج با ملا محمدصالح مازندرانی که در اوج فقر و تنگی معیشت بود روبرو شد؛ آمنه بیگم با بیان اینکه «فقر و تنگدستی عیب مردان نیست» موافقتش را با ازدواج اعلام داشت. شب ازدواج، ملا محمدصالح سخت روی مسئله‌ای دینی کار می‌کرد. فردا صبح که ملا محمدصالح از خانه بیرون رفت، آمنه پاسخ مسئله را نوشت و در میان کتاب گذاشت. شب داماد آن را یافت و سجده شکر کرد که چنین همسری دارد.
آمنه در اوقات فراغتش به دعاوی مردم می‌رسید و پرسش‌ها و مشکلات دینی و اجتماعی آنان را پاسخ می‌گفت و از محبوب‌ترین زنان دوره خود بود.

## فرزندان
آمنه بیگم از همسرش ملا محمدصالح مازندرانی شش فرزند داشت از جمله محمدسعید اشرف مازندرانی، محمدهادی اصفهانی، نورالدین محمد، محمدسعید متخلص به اشرف، حسنعلی، عبدالباقی، محمدحسین و احتمالاً یکی از دخترانش زکیه است که او نیز دارای علم فقاهت بود. دختر دیگرش به همسری میر ابوالمعالی درآمد. بزرگان اسلامی مانند محمدباقر وحیدبهبهانی، سید محمدمهدی بحرالعلوم، سید علی طباطبایی (صاحب ریاض)، سید محمدحسین شهرستانی و سید حسین طباطبایی بروجردی از نوادگان دختری آمنه بیگم مجلسی هستند و خاندان‌های طباطبایی، بروجردی، شهرستانی (آل شهرستانی)، وحید اصفهانی، بحرالعلوم از نوادگان آمنه بودند.

## درگذشت و مدفن
آمنه بیگم عمری بلند داشت و در اصفهان درگذشت. مدفنش در مسجد جامع اصفهان نزدیک مدفن پدر و پدربزرگش است.
سال درگذشت او نیز مشخص نیست و در کتب تراجم نیامده است. برخی کتب به اشتباه و گویا با استناد به یکدیگر، محل دفن او را در تخت فولاد اصفهان نوشته و عنوان کرده‌اند که بعضی از اشعار آمنه بیگم نیز بر روی قبرش نوشته شده‌است. سید مصلح الدین مهدوی، که در باب خاندان مجلسی جستجوهای بسیاری انجام داده‌است می‌نویسد «در تخت فولاد، قبر صاحب عنوان (آمنه بیگم) معروف نیست بلکه مظنون آن است که قبر مشارٌ‌الیها و خواهران‌شان در بقعه، یا حوالی مجلسی در جنب مسجد جامع اصفهان است».
بنابراین مدفن آمنه و خواهرانش به احتمال زیاد در بقعه پدرشان محمدتقی مجلسی و محل آرامگاه کنونی محمدباقر مجلسی است. در قسمت شمال غربی بقعه علامه مجلسی، تا چند سال پیش آثار قبر چند زن وجود داشت که یکی از آنها مشهور به آمنه بیگم بود ولی در تعمیرات اخیر اطراف بقعه، آثار آنها از بین رفت.

## آثار
آثار آمنه بیگم مجلسی عبارتند از:
- دیوان شعر
- تفسیر برخی عبارات کتاب قواعد الاحکام علامه حلی
- شرح الفیه ابن مالک
- شرح شواهد سیوطی
- کتابی در فقه تا باب عبادت
- کمک به برادرش محمدباقر مجلسی در گردآوری اخبار بعضی جلدهای بحارالانوار